# أولاد خلو (بوخريص)
أولاد خلو هي إحدى مشيخات المملكة المغربية، تتبع جغرافيا لإقليم خريبكة وإداريًا لبوخريص. يقدر عدد سكانها بـ 2520 نسمة حسب الإحصاء الرسمي للسكان والسكنى لسنة 2004.